# Sayf ad-Din Qa'itbay
Qaitbay, död 1496, var en egyptisk sultan.  Han var sultan i Egypten 1468-1497. 